# Suvorovordenen (Rusland)
 For alternative betydninger, se Suvorovordenen (flertydig). (Se også artikler, som begynder med Suvorovordenen)
Suvorovordenen (russisk: Орден Суворова), er en militær orden i Den Russiske Føderation. Som orden blev Suvorovordenen (USSR) oprettet af Sovjetunionen under 2. verdenskrig i 1942. Efter Sovjetunionens sammenbrud i 1991 blev der i Rusland vedtaget et dekret den 2. marts 1992 af Den Russiske Føderations Øverste Sovjet, der besluttede at opretholde Suvorovordenen som en russisk orden. Der blev imidlertid først ved et præsidentielt dekret nr. 1099 af 7. september 2010  fastsat regler for ordenens brug i Rusland. Første uddeling af den nye orden skete 14. november 2013 ved en ceremoni for det russiske luftvåbens militærakademi i Rjasan.
Ordenen er opkaldt efter den russiske general og hærfører Aleksandr Suvorov (1730-1800). 

## Ordenens statut
1. Suvorovordenen tildeles kommandører for sammenslutninger, deres stedfortrædere, chefer for operationelle områder, operationelle afdelinger, chefer for kampvåben og specialstyrker fra den russiske føderations væbnede styrker:
  - for dygtig organisering af operationer og ledelse af grupperinger af tropper (styrker), store formationer og militære enheder, som gjorde det muligt, på trods af fjendens stædige modstand, talmæssige overlegenhed, forbedret teknisk udstyr og en mere fordelagtig placering på skuepladsen for militære operationer, at nå operationernes mål, at holde de vigtigste områder af dets territorium (allierede staters territorium) og skabe betingelser for at overtage initiativet og gennemføre efterfølgende operationer med offensive formål
  - for dygtig organisering og ledelse af den russiske føderations væbnede styrker i gennemførelsen af foranstaltninger ved strategisk indeslutning af en styrke, der betød undgåelse (de-eskalering) af en aggression (væbnet konflikt) mod Den Russiske Føderation og (eller) dens allierede.
2. Suvorovordenen kan i særlige tilfælde tildeles organisationer, formationer og militære enheder fra Den Russiske Føderations væbnede styrker, andre tropper, militære formationer og organer for fremragende tjeneste i kamp for at forsvare fædrelandet, i operationer for at opretholde (genskabe) international fred og i terrorbekæmpelsesoperationer, til deltagelse i operationer på land og i luften, hvor - trods fjendens numeriske overlegenhed - målene for operationerne blev opnået med fuld bevarelse af de militære enheders kampevne. [a]
3. Suvorovordenen kan tildeles udenlandske borgere - militærpersonale fra de allierede styrker blandt de højeste officerer, der på lige fod med militærpersonalet i Den Russiske Føderation deltog i organiseringen og gennemførelsen af en vellykket operation med koalitionsgrupper af tropper (styrker).
4. Tildeling af Suvorovordenen kan foretages posthumt.
5. Suvorovordenens emblem bæres på venstre side af brystet, og hvis der er andre ordrer fra Den Russiske Føderation, placeres den efter emblemet fra Alexander Nevskij-ordenen. [b]
6. Ved særlige lejligheder og til mulig hverdagsbrug er det muligt at bære en miniaturekopi af Suvorovordenens emblem, som skal placeres efter en miniaturekopi af Aleksandr Nevskij-ordenen.[c]
7. Når man bærer Suvorovordenens ordensbånd på uniformen, er det placeret på bjælken efter båndet med Alexander Nevskijs-ordenen.[c]
8. På civilt tøj bæres et ordensbånd af Suvorov-ordenen i form af en roset, der er placeret på venstre side af brystet.[d]

## Udseende
Suvorovordenen er udformet med et forgyldt lige kors med udvidende ender. Mellem korsets arme udstråler sølvstrenge. I midten af korset er der en sølvmedalje med en konveks kant. Medaljen indeholder et forgyldt busteportræt af generalissimo Aleksandr Suvorov i profil, der vender mod venstre og hviler i den nederste del af medaljen på krydsede laurbær- og egetræsgrene sammenflettet med et bånd.
Langs medaljonens omkreds i den øverste del er indskriften ”ALEKSANDR SUVOROV” dækket med rød emalje.
Afstanden mellem de modsatte ender af korset er 40 mm mens afstanden mellem de modsatte tråde - 35 mm. På bagsiden af emblemet er ordenens nummer påført.
Ved hjælp et øje og en ring er ordensmærket forbundet til en femkantet plade dækket af moiré silkebånd. Ordensbåndet er grønt, 24 mm bredt og i midten er der en 5 mm bred orange stribe.

## Modtagere
Ordenen blev 1. gang uddelt af Vladimir Putin ved en ceremoni den 14. november 2013 og tildelt luftvåbnets militærakademi ”V.G Margelov” i Rjasan.
Derudover er ordenen tildelt enkelte andre militære enheder, bl.a. det østlige og det sydlige militærdiskrikt, et par af luftvåbenets divisioner og kosmodromen i Plesetsk.